# Val d'Hérens
Val d'Hérens is een zijvallei van de Rhônevallei. Men kan deze bereiken via een comfortabele weg die vertrekt vanuit Sion en op de steile wand naar boven klimt. Eenmaal men op de juiste hoogte van het dal is geraakt, kan men gewoon het dal volgen.
Het eerste belangrijke dorp dat men tegenkomt is Vex. Het volgende dorp Euseigne is vooral bekend door de vrij indrukwekkende steenpyramides die door verwering in het gesteente zijn gevormd. Via Euseigne komt men ook in het belangrijkste zijdal, het Val d'Hérémence (ook wel Val des Dix). Aan het eind hiervan treft men de Grande Dixence-dam, de hoogste dam van Europa (285 m), met het Lac des Dix, het stuwmeer met het grootste volume van Europa.
Een van de fraaiste bergmeertjes van het kanton Wallis is wel Lac Bleu. Dit meertje heeft een straalblauwe kleur door de koude en diepte van het water. Het water van dit meer wordt rechtstreeks van de gletsjers via grotten in het meer gebracht.
Het Val d'Hérens trekt voornamelijk zomertoerisme. Wintersport is minder ontwikkeld, wel zijn er kleine skigebieden in Evolène en Arolla.
Het Val d'Hérémence is juist wel meer gericht op de wintersport. Met Les Masses, Les Collons en Thyon 2000, alle direct gelegen boven het dorpje Hérémence is er aansluiting op Les 4 Vallées, het grootste aangesloten skigebied van Zwitserland, met de mogelijkheid te skiën naar Veysonnaz, Nendaz en Verbier.
Belangrijke dorpjes in het Val d'Hérens (van laag naar hoog gerangschikt)
- Euseigne
- Evolène (1380 m)
- Les Haudères (1450 m) (vroeger Des Haudères)
- Arolla (1980–2220 m)

Belangrijke bergtoppen:
- Pigne d'Arolla (3796 m) te bereiken via Cabane des Vignettes
- Mont Collon (3637 m)
- Aiguille de la Tsa met zijn zeer spitse top
- Dent Blanche (4357 m)
- Dent d'Hérens (naar deze top is de vallei vernoemd)